# John (Bischof, Caithness)
John (auch John of Caithness) († zwischen September 1202 und 5. August 1213) war ein schottischer Geistlicher. Ab spätestens 1187 war er Bischof von Caithness.

## Aufstieg zum Bischof
Die Herkunft von John ist unbekannt. Er wurde zwischen 1185 und 1187 zweiter Bischof des um 1139 errichteten Bistums Caithness. Die nordschottische Region war im 12. Jahrhundert noch stark skandinavisch geprägt, zumal die benachbarten Orkney-Inseln noch unter der Oberhoheit der norwegischen Könige standen.

## Konflikt mit Earl Harald Maddadsson
Johns Vorgänger Bischof Andrew soll um 1181 der Abgabe von einem Penny je Haushalt zugestimmt haben, die Earl Harald Maddadsson nach dem Vorbild des in Skandinavien eingeführten Peterspfennigs in Caithness und auf Orkney zugunsten der Kurie erheben wollte. John lehnte diese Abgabe ab, da er selbst die Kontrolle über die Einkünfte der Kirche ausüben wollte. Statt der Abgabe des Earls versuchte er, wie in anderen schottischen Diözesen auch in Caithness einen Zehnten zu erheben. Am 27. Mai 1198 forderte Papst Innozenz III. John aber auf, nicht weiter die Erhebung des Peterspfennigs durch Earl Harald zu verbieten.

## Angriff, Verstümmelung und weiteres Leben
Das Verhältnis von John und dem Earl spitzte sich weiter zu. Wohl im September 1202, möglicherweise bereits 1201, kam es zu einem dramatischen Zwischenfall, als ein Lumberd (auch Lombard) und andere Gefolgsleute des Earls in das befestigte Haus des Bischofs in Scrabster eindrangen, den Bischof ergriffen und ihn misshandelten. Dabei sollen sie ihm die Zunge herausgeschnitten und ein Auge ausgestochen haben. Da die Zeitangaben der Chroniken ungenau sind, könnte dieser Angriff auch schon bereits 1196 oder 1197 erfolgt sein. Möglicherweise wollte Earl Harald den Bischof aber auch bestrafen, weil er dem schottischen König von Haralds unerlaubten Kontakten zum englischen König Johann berichtet hatte. Dies könnte die Verstümmelung der Zunge erklären, eine Strafe, mit der im Mittelalter Verrat geahndet wurde. Danach ist von Bischof John nichts mehr bekannt, und seit 1199 bezeugte er keine Urkunden mehr. Er überlebte aber offenbar die Misshandlungen, denn erst am 5. August 1213 wurde ein neuer Bischof gewählt. Der Angriff auf den Bischof lieferte dem schottischen König Wilhelm I. einen neuen Vorwand, einen Feldzug gegen den rebellischen Earl Harald zu führen. Der Papst sorgte 1202 dafür, dass gegen Lumbard, der den Angriff auf John geführt hatte, schwere Kirchenstrafen verhängt wurden.